# کوینوبوری

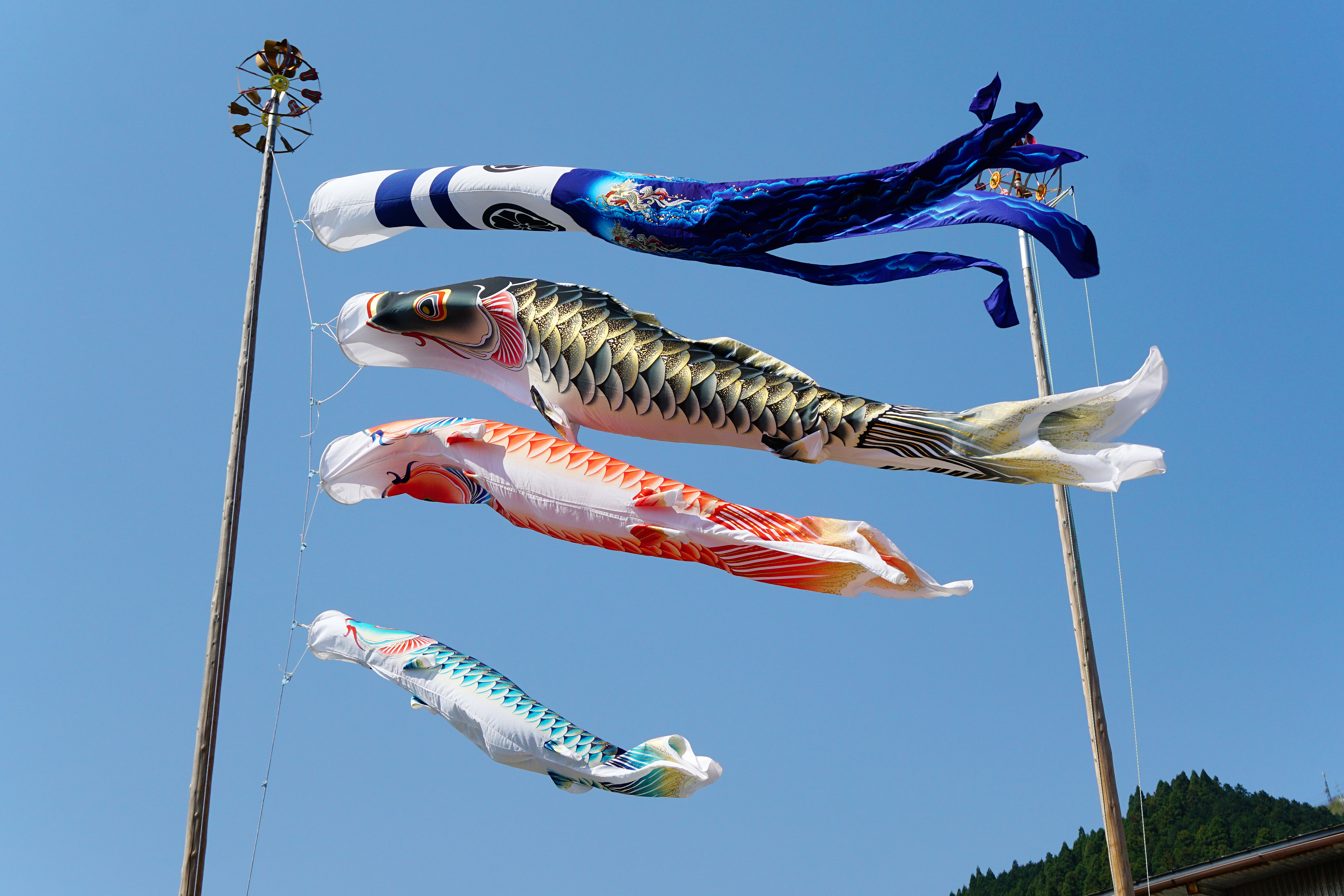
کوی نو بوری در استان توتوری در ژاپن کپور سیاه (Magoi) در بالای صفحه نشان دهنده پدر، کپور قرمز (Higoi) نماینده مادر، و آخرین کپور آبی رنگ نشان دهنده کودک (به‌طور سنتی پسر)، کپورهای اضافه شده بعدی برای هر کودک پسر دیگر در خانواده است.

کوی نو بوری (به ژاپنی: 鯉のぼり Koinobori) علامتی پرچم مانند یا بادنمای کیسه‌ای به شکل ماهی کپور است که در ژاپن، در روز کودکان خانواده‌هایی که فرزند پسر دارند به نشانه قدرت در بیرون خانه خود می‌آویزند.

## تاریخچه
در دوره ادو (۱۶۰۳–۱۸۶۷) رسمی در جامعه ژاپن وجود داشت که اگر در یک خانواده سامورایی پسری به دنیا می‌آمد برای اینکه در آینده موقعیت اجتماعی خوبی داشته باشد و در عرصه زندگی مقاوم و پراستقامت باشد، علامت پرچم مانندی را بیرون از خانه و معمولاً بر پشت بام برمی‌افراشتند که احتمالاً از یک شعر چینی منشأ گرفته‌است. این شعر چنین است:
پرواز یا پرش ماهی‌های کپور همواره موجب شگفتی ماهیگیران بوده‌است. گزارش شده‌است که ماهی‌های کپور چینی توانسته‌اند با پرش از حوضچه‌های پرورش ماهی در کانزاس فرار کنند. به احتمال قوی شعرای قدیم در کشور چین با دیدن حرکات این ماهی‌ها اشعاری دربارهٔ آنها ساخته‌اند.

## نماد
تا قبل از جنگ جهانی دوم در کوی نو بوری تنها نمادی از پدر و فرزندان پسر خانواده محسوب می‌شد اما بعد از جنگ و با قدرت گرفتن زنان بالاترین ماهی به رنگ سیاه نماد پدر و سپس به ترتیب ماهی قرمز به عنوان مادر و فرزندان ذکور به ترتیب سن قرار داده می‌شوند. بعضی از خانواده‌ها نیز تنها یک ماهی (شکل ماهی) نصب می‌کنند.

## زمان برافراشتن
در ژاپن از ماه آوریل تا اوایل ماه مه کوی نو بوری در بیرون از خانه‌ها برافراشته می‌شود. روز پنجم ماه مه در ژاپن روز کودکان و از سال ۱۹۴۸ تعطیل ملی است. روز پنجم ماه مه آخرین روز بلندترین تعطیلات رسمی در ژاپن یا گلدن ویک است. این روز اگر چه روز کودکان نامیده می‌شود ولی جشن‌های آن در واقع فقط برای پسران است. در قدیم بعضی معتقد بودند که پنجم ماه مه روز دور کردن بدبختی‌ها و کدورت‌ها و دستیابی به خوشبختی و سعادت است و در این روز جشن ورزش اسب سواری و تیراندازی برگزار می‌شد و از این رو این روز را به عنوان روز کودکان در تقویم‌ها ثبت کرده بودند که منظور پسربچه‌ها بودند. چون معمولاً پسرها به تیراندازی و اسب سواری روی می‌آوردند.